# Rimington Trophy
Die Rimington Trophy oder auch Dave Rimington Trophy ist eine jährlich von der Boomer Esiason Foundation verliehene Auszeichnung für den besten Center im College Football. Der Preis wird zu Ehren von Dave Rimington, einem ehemaligen American-Football-Spieler der Cincinnati Bengals und der Philadelphia Eagles und Mitglied der College Football Hall of Fame, verliehen.
Aktueller Preisträger ist Tyler Linderbaum von der University of Iowa.
Die meisten Gewinner stammen bisher von der Ohio State University, der University of Michigan und der University of Alabama (je 3).

## Gewinner

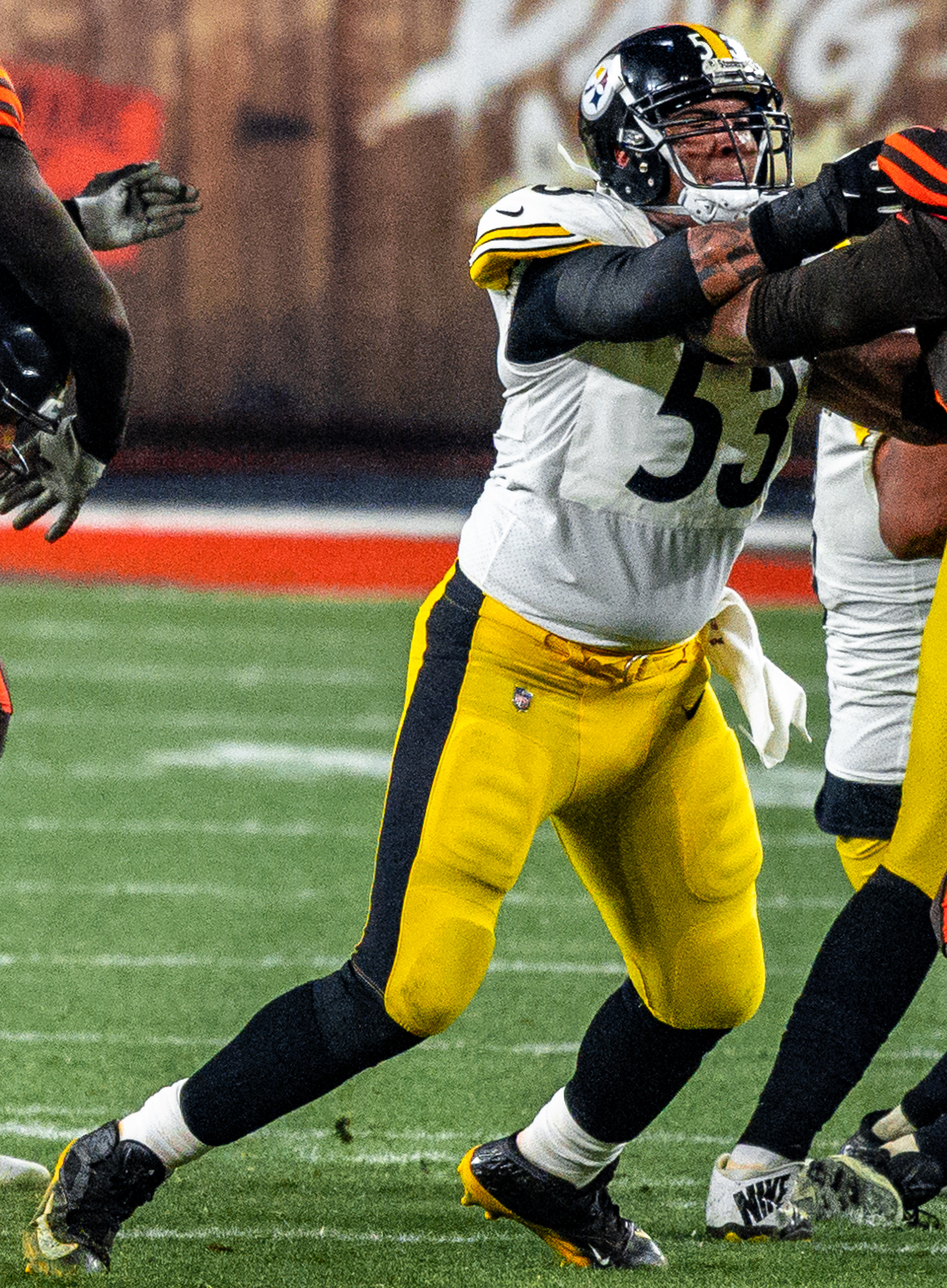
Maurkice Pouncey, Preisträger 2009

| Year | Winner                 | School        |
| ---- | ---------------------- | ------------- |
| 2000 | Dominic Raiola         | Nebraska      |
| 2001 | LeCharles Bentley      | Ohio State    |
| 2002 | Brett Romberg          | Miami         |
| 2003 | Jake Grove             | Virginia Tech |
| 2004 | David Baas             | Michigan      |
| 2004 | Ben Wilkerson          | LSU           |
| 2005 | Greg Eslinger          | Minnesota     |
| 2006 | Dan Mozes              | West Virginia |
| 2007 | Jonathan Luigs         | Arkansas      |
| 2008 | A. Q. Shipley          | Penn State    |
| 2009 | Maurkice Pouncey       | Florida       |
| 2010 | Jake Kirkpatrick       | TCU           |
| 2011 | David Molk             | Michigan      |
| 2012 | Barrett Jones          | Alabama       |
| 2013 | Bryan Stork            | Florida State |
| 2014 | Reese Dismukes         | Auburn        |
| 2015 | Ryan Kelly             | Alabama       |
| 2016 | Pat Elflein            | Ohio State    |
| 2017 | Billy Price            | Ohio State    |
| 2018 | Garrett Bradbury       | NC State      |
| 2019 | Tyler Biadasz          | Wisconsin     |
| 2020 | Landon Dickerson       | Alabama       |
| 2021 | Tyler Linderbaum       | Iowa          |
| 2022 | Olusegun Oluwatimi     | Michigan      |
| 2023 | Jackson Powers-Johnson | Oregon        |